# Naâma
Naâma là một đô thị thuộc tỉnh Naâma, Algérie. Dân số thời điểm năm 2002 là 8.256 người.